# Chuyến thăm Việt Nam của Barack Obama 2016
Chuyến thăm Việt Nam của Barack Obama 2016 là một chuyến đi lịch sử, đánh dấu hai thập niên bình thường hóa quan hệ Việt Nam - Hoa Kỳ. Chiếc máy bay Air Force One hạ cánh xuống sân bay Nội Bài vào đêm Chủ Nhật 22/5/2016, bắt đầu chuyến thăm kéo dài ba ngày của tổng thống Barack Obama. Ông là vị tổng thống đương nhiệm thứ ba của Hoa Kỳ, sau Bill Clinton (2000) và George W. Bush (2006), tới thăm Việt Nam kể từ thời điểm chiến tranh Việt Nam kết thúc năm 1975 đến nay. Thông cáo của Nhà Trắng tuyên bố chuyến thăm Việt Nam và Nhật Bản nhấn mạnh cam kết của Tổng thống Obama đối với chiến lược tái cân bằng châu Á-Thái Bình Dương với mục đích gia tăng sự hợp tác về ngoại giao, kinh tế và an ninh với các quốc gia trong khu vực. Tổng thống Hoa Kỳ được cho là đã tạo ra một "cơn sốt" ở Việt Nam khi ông tới thăm Hà Nội và TP. Hồ Chí Minh từ ngày 23-25 tháng 5.

## Bối cảnh
BBC dẫn lời Tiến sĩ Đinh Hoàng Thắng, Giám đốc Trung tâm Thông tin và Hợp tác Quốc tế, Viện Nghiên cứu Phát triển (VIDS) cho rằng: chất lượng chiến lược trong hợp tác Việt - Mỹ, việc loại bỏ hoàn toàn lệnh cấm vận vũ khí và một số thỏa thuận liên quan đến nhân quyền trong và ngoài khuôn khổ TPP (Hiệp định đối tác xuyên Thái Bình Dương) có thể là ba vấn đề quan trọng được thảo luận trong chuyến đi này.. Theo hãng tin CNBC, trọng tâm chuyến thăm của Obama sẽ là phát triển kinh tế với trung tâm là hiệp định TPP và vấn đề dỡ bỏ hoàn toàn lệnh cấm vấn vũ khí.
Khi phóng viên đặt câu hỏi với Obama tại sao chuyến thăm Việt Nam của ông lại được thực hiện vào cuối nhiệm kỳ cũng như sau hơn 50 quốc gia, Obama đã khéo léo trả lời, người Mỹ thường hay nói "Những điều tốt đẹp nhất luôn được dành lại sau cùng" (Save the best for last). Trước đó, Thời báo Hoàn cầu (Trung Quốc) đã bình luận: "Đây là một chuyến thăm muộn màng chẳng đi đâu mà vội của Obama. Năm ngoái tròn 40 năm kết thúc chiến tranh Việt Nam và tròn 20 năm Việt-Mỹ lập quan hệ ngoại giao, nhưng năm nay Obama mới đến, điều đó nói lên Việt Nam "không phải là quan trọng nhất" với Mỹ, "có thể thu xếp đến sau", đồng thời cũng nói lên mức độ quan trọng của Việt Nam đòi hỏi Obama "phải đến nước này một chuyến trước ngày mãn nhiệm". " 
Giáo sư Ngô Vĩnh Long từ Đại học Maine cho rằng chuyến viếng thăm Việt Nam này có thể đặt nền tảng cho mối quan hệ lâu dài giữa Mỹ và Việt Nam.
- Phía Hoa Kỳ được cho là mong muốn thúc đẩy quan hệ chính trị với Việt Nam trước thái độ hung hăng của Bắc Kinh ở Biển Đông, bảo vệ quyền lợi của Hoa Kỳ ở đó, điều nằm trong chính sách xoay trục lại Á Đông.[1][4]
- Việt Nam hy vọng là ông Obama sẽ dùng chuyến đi này để xóa bỏ lệnh cấm vận vũ khí đối với Hà Nội, để Việt Nam có thể đối phó với Bắc Kinh tốt hơn.[8]
- Các nhà hoạt động nhân quyền muốn Obama nói với nhà nước Việt Nam về "thực trạng mạnh tay với giới chỉ trích".[9]

Ông Nguyễn Đình Lương, Nguyên trưởng đoàn đàm phán BTA Việt-Mỹ:
- Ông Obama sẽ tiếp nối niềm tin chiến lược giữa hai nước
- Hai nước thấy còn vấn đề gì thì thẳng thắn và những điều gì nên làm thì phải làm, để từng bước tháo gỡ các tồn tại, để quan hệ hai bên phát triển
- Quá trình giải quyết bất đồng chậm nhưng chắc, đạt nhiều hiệu quả chứ không phải nhanh nhưng kết quả không bền vững[10]

Ủy ban bảo vệ các nhà báo (CPJ) viết thư kêu gọi Tổng thống Mỹ Barack Obama đặt ưu tiên về vấn đề tự do báo chí trong các cuộc gặp với các giới chức lãnh đạo Việt Nam.

## Diễn biến

### 23 tháng 5
Chiều ngày 23/5/2016, Chủ tịch nước Trần Đại Quang và Tổng thống Obama đã có buổi họp báo công bố các nội dung buổi hội đàm sáng cùng ngày. Theo bài trên đài BBC, việc tiếp đón ông Obama đã không có 21 phát đại bác, nên kém long trọng so với Tập Cận Bình. Điều này khẳng định quan điểm chính thống lâu nay của Đảng, đó là "quan hệ anh em" với Trung Quốc dĩ nhiên nặng ký hơn "quan hệ hàng đầu" với Mỹ.
Cũng trong ngày 23/05, hai bên đã ra tuyên bố chung Việt Nam-Hoa Kỳ
Ông Obama khẳng định, Mỹ sẽ tiếp tục quan tâm lâu dài ở khu vực Thái Bình Dương. Mỹ và Việt Nam nhất trí nâng cao quan hệ hợp tác ở nhiều lĩnh vực. Ông vui mừng khi trường đại học Fulbright được cấp phép hoạt động và đánh giá cao việc Việt Nam cấp thị thực một năm và nhiều lần cho Mỹ.
Tại buổi họp báo Tổng thống Mỹ Obama tuyên bố quyết định dỡ bỏ lệnh cấm bán vũ khí cho Việt Nam, nhưng cho biết thêm việc bán vũ khí còn tùy thuộc vào những cam kết nhân quyền của Việt Nam.
Chủ tịch nước Trần Đại Quang nói: Mỹ là nhà đầu tư lớn thứ 7 và hi vọng sẽ là nhà đầu tư lớn nhất với Việt Nam. Về hợp tác giáo dục đào tạo, hai nước cũng đạt được nhiều bước tiến quan trọng như việc thành lập trường đại học Fulbright... Số du học sinh tại Mỹ tăng 56 lần lên 28.000 du học sinh, đứng đầu các nước ASEAN.
Ngày 23/5, ông Barack Obama ăn tối cùng đầu bếp nổi tiếng trên truyền hình Hoa Kỳ Anthony Bourdain tại nhà hàng Bún chả Hương Liên gần khu phố cổ Hà Nội. Một số khách hàng quen của quán Hương Liên cũng cho biết quán không bán bún chả vào buổi tối (người Hà Nội cũng không có thói quen ăn bún chả buổi tối) nên bữa ăn này là một sự sắp đặt nhằm xây dựng hình ảnh một vị tổng thống Hoa Kỳ gần gũi và thân thiện theo chiến dịch của Nhà Trắng.

### 24 tháng 5

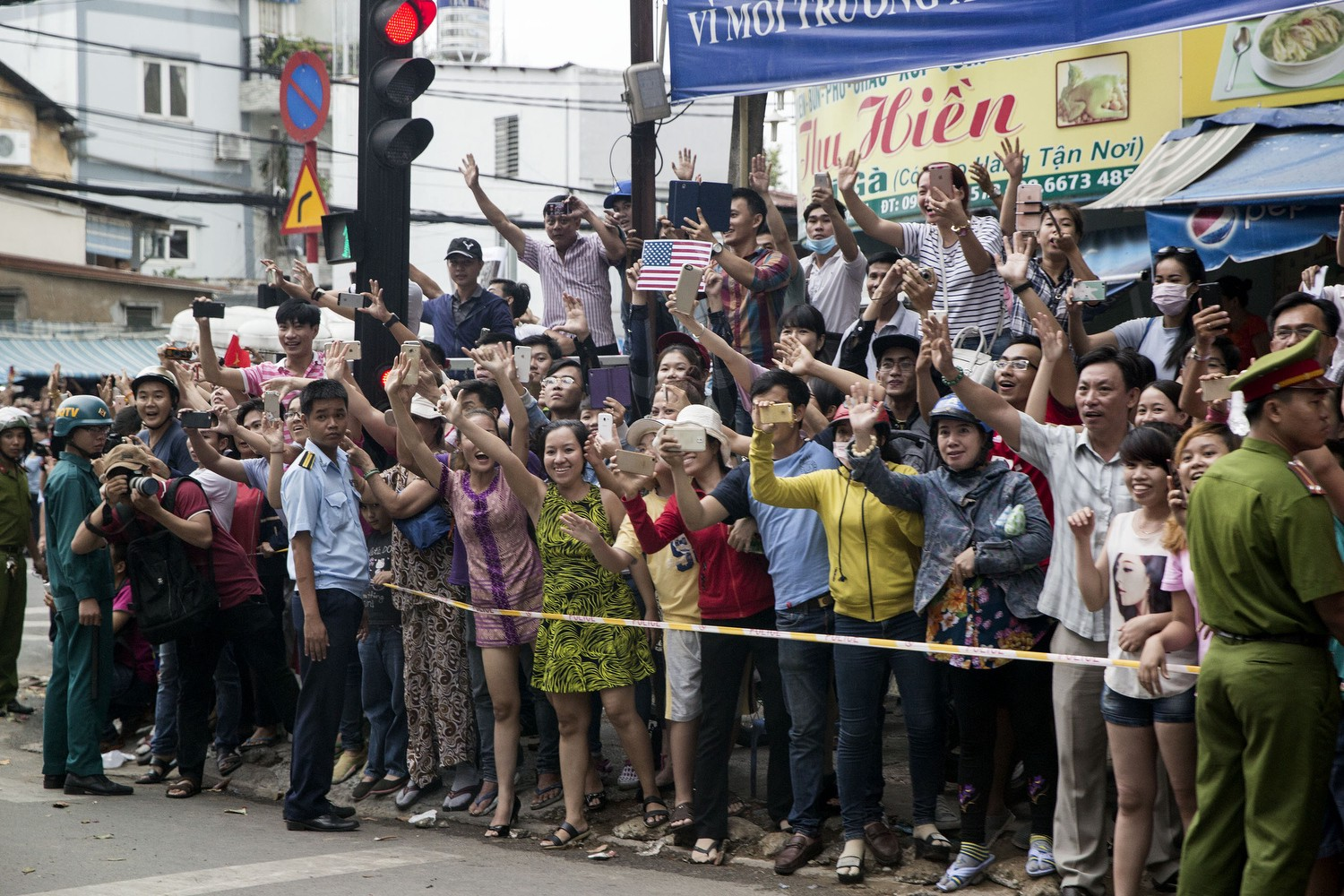
Người dân vẫy từ bên lề đường khi tổng thống Barack Obama đi ngang qua trong một đoàn xe sau khi tới Tp. Hồ Chí Minh, Việt Nam, 24/5/2016

Sáng ngày 24/5, Obama đã gặp gỡ 6 nhà hoạt động và nói rằng có "những lãnh vực quan trọng cần quan tâm" về tự do chính trị. Ông ca ngợi những người Việt Nam đã "sẵn sàng nói lên tiếng nói của mình". Obama cũng cho biết một số thành viên của xã hội dân sự tại Việt Nam đã bị ngăn chặn gặp ông. Hôm 24/5, trả lời BBC từ Hà Nội, bà Nguyễn Hồng Oanh, giám đốc trung tâm IDEA tường thuật: "Tại cuộc gặp ông Obama, tôi nói về quyền của người khuyết tật, ông Bình nói về quyền của người LGBT, cô Khôi nói về quyền tự do biểu diễn. Không có ai đề cập về chuyện bầu cử Quốc hội cũng như vấn đề nhân quyền hay tù nhân chính trị". Sau đó vào lúc 12h trưa ông nói chuyện khoảng 30 phút tại Trung tâm hội nghị quốc gia Mỹ Đình, rồi theo đoàn xe đi tới phi trường Nội Bài .
Ngay sau khi tới Thành phố Hồ Chí Minh, Tổng thống Barack Obama đã tới thăm chùa Ngọc Hoàng trong 10 phút dưới sự hướng dẫn của Tiến sĩ Dương Ngọc Dũng, giảng viên Trường Đại học Khoa học xã hội và Nhân văn, Đại học Quốc gia Thành phố Hồ Chí Minh. Kế tiếp là buổi gặp gỡ với cộng đồng doanh nghiệp Việt Nam tại trụ sở Công ty Dreamplex (tòa nhà Miss Áo dài, Q.1, Thành phố Hồ Chí Minh).
Ông Đinh La Thăng, Bí thư Thành uỷ Thành phố Hồ Chí Minh, cũng đã mở tiệc đãi Ngoại trưởng John Kerry và các doanh nghiệp Mỹ vào tối 24 tại toà nhà cao nhất Thành phố Hồ Chí Minh, Bitexco, nhằm thúc đẩy hợp tác kinh tế giữa hai nước.

### 25 tháng 5
Ngày 25/5, Obama dành một tiếng đồng hồ để đối thoại trực tiếp với khoảng 800 thủ lĩnh trẻ Việt Nam tại buổi gặp gỡ các thành viên của Sáng kiến Thủ lĩnh trẻ Đông Nam Á (YSEALI) trước khi rời Việt Nam sang thăm Nhật Bản. Lời khuyên của ông tới giới trẻ: " tìm một thứ bạn đam mê và dồn toàn lực vào nó."  Trả lời rapper Suboi về một câu hỏi liên quan đến nghệ thuật và văn hóa:
| “ | "Đôi khi nghệ thuật là nguy hiểm, và đó là lý do tại sao chính phủ đôi khi cảm thấy lo lắng. Nhưng tôi thực sự tin rằng, nếu bạn cố gắng đàn áp nghệ thuật, thì tôi nghĩ rằng bạn đang đàn áp chính những giấc mơ sâu đậm và khát vọng của người dân." | ” |

## Thông điệp
Obama đã đọc diễn văn tại Trung tâm Hội nghị Quốc gia tại Hà Nội vào buổi trưa hôm 24/05. Mở đầu bài phát biểu, ông Obama nói: "Tôi xin cảm ơn sự tiếp đón rất trọng thị và tình cảm nồng hậu mà nhân dân và chính phủ Việt Nam đã dành cho tôi trong chuyến thăm này." Ông cũng nói thêm rằng:
| “ | "Để đối thoại với nhau, cả hai bên (Việt-Mỹ) đều cùng phải thay đổi... Với khung quan hệ Đối tác toàn diện, hai nước chưa bao giờ gần nhau hơn thế...Nước Mỹ có lợi ích khi Việt Nam thành công... | ” |

Tổng thống Obama nhấn mạnh là phát triển kinh tế, trong đó có hiệp định TPP, mối quan tâm chung của hai nước về lĩnh vực an ninh, giải quyết những khác biệt giữa Việt Nam và Mỹ. Mỹ sẽ giúp Việt Nam ứng phó với các tác động từ biến đổi khí hậu, phòng chống bệnh dịch. Hai nước sẽ hợp tác trong lĩnh vực gìn giữ hòa bình để giúp các nước khác có hòa bình. Mối quan hệ Việt-Mỹ sẽ giúp định hình quan hệ quốc tế. Để giảm thiểu khác biệt, hai nước sẽ tiến hành thảo luận nhiều hơn và cả hai sẽ cùng thay đổi. TT Obama cũng lạc quan về quan hệ hai nước với nền tảng là quan hệ nồng ấm của hai dân tộc. Đoạn diễn văn đề cập chủ đề nhân quyền của Tổng thống Obama:
| “ | "...tôi cho rằng bảo vệ các quyền con người không phải là sự đe dọa cho ổn định xã hội mà chính là góp phần củng cố ổn định xã hội và là nền móng cho sự phát triển." | ” |

## Thành tựu

##### Gỡ bỏ hoàn toàn cấm vận vũ khí
Theo The Wall Street Journal, việc cấm vận vũ khí đối với Việt Nam là một hoạch định quan trọng trong chuyến đi của Obama tới Việt Nam. Việt Nam coi động thái tuyên bố gỡ bỏ cấm vận là một cách để cuối cùng đưa quan hệ giữa hai cựu thù trên cơ sở bình đẳng hơn và xây dựng thêm từ các động thái ngoại giao khác như thỏa thuận thương mại song phương năm 2001 và sự tham gia của Việt Nam vào Hiệp định Đối tác xuyên Thái Bình Dương do Mỹ dẫn đầu. Tuy nhiên, Các quan chức Mỹ đã nhiều lần liên kết gỡ bỏ cấm vận với hồ sơ nhân quyền của Việt Nam. Bất đồng chính kiến vẫn thường bị tù vì quan điểm chính trị của họ. Các quan chức Hoa Kỳ đã đến Việt Nam trong những tuần gần đây để đánh giá tình hình, và ông Obama nhấn mạnh rằng việc áp dụng để có được vũ khí hoặc hệ thống giám sát của Hoa Kỳ sẽ được giám sát kỹ lưỡng.

##### Peace Corps thiết lập hoạt động tại Việt Nam
Peace Corps (Đoàn Hòa bình) sẽ thiết lập hoạt động tại Việt Nam lần đầu tiên nhờ nỗ lực ngoại giao của Tổng thống Barack Obama. Ngoài giáo dục, những tình nguyện viên của Peace Corps dành ra 27 tháng trong khoảng thời gian của mình ở những nước sở tại trong lĩnh vực nông nghiệp, phát triển cộng đồng, môi trường, y tế và thanh thiếu niên. Peace Corps được Tổng thống John F. Kennedy thành lập vào năm 1961 để thúc đẩy hòa bình và hữu nghị thế giới. Kể từ đó, hơn 220.000 tình nguyện viên người Mỹ đã phục vụ ở 141 quốc gia.

##### Cấp phép hoạt động Đại học Fulbright Việt Nam
Việc Phó thủ tướng Vũ Đức Đam cấp phép hoạt động cho Đại học Fulbright Việt Nam ngày 16.5 đánh dấu bước tiến trong quan hệ Việt Mỹ. Susan Rice, cố vấn an ninh quốc gia Hoa Kỳ viết trên Twitter ngày 25/5, mục đích của trường Đại học Fulbright Việt Nam được Hoa Kỳ hỗ trợ là để giúp đỡ bảo đảm tất cả dân Việt Nam có điều kiện tham dự một nền giáo dục thượng hạng.

##### Thả nhà bất đồng chính kiến
Thân nhân linh mục bất đồng chính kiến Nguyễn Văn Lý cho biết ông được thả sớm hơn dự định và đã về tới Tòa Tổng Giám mục Huế lúc sáng 20/5. Tuy nhiên theo nhà bình luận quan hệ quốc tế Lê Hồng Hiệp thì đây không phải một trong 4 điểm nhấn chính của chuyến thăm Việt Nam của Tổng thống Obama

## Nhận định
Ông Trần Việt Thái, Phó Viện trưởng Viện Nghiên cứu Chiến lược thuộc Bộ Ngoại giao Việt Nam, nói: "Chúng tôi rất tin tưởng vào tương lai quan hệ Việt-Mỹ. Và chúng tôi tin tưởng thế hệ trẻ hiện nay và trong tương lai giữa hai nước Việt, Mỹ sẽ có nhiều thứ để chia sẻ."  Tiến sĩ Lê Hồng Hiệp, nghiên cứu viên chính tại Viện Nghiên cứu Đông Nam Á, Singapore cho rằng chuyến thăm của Tổng thống Obama có các điểm nhấn gồm việc dỡ bỏ lệnh cấm vận vũ khí, việc Vietjet Air mua 100 máy bay Boeing, thành lập đại học Fulbright, sự đón tiếp nồng hậu của nhân dân Việt Nam, đây là nền tảng vững chắc để phát triển quan hệ trong tương lai. Ông Hiệp cho rằng hai bên (Việt-Mỹ) đều có thể cùng thắng trong mối quan hệ này, xu hướng chủ đạo trong quan hệ Việt-Mỹ vẫn sẽ là tăng cường hợp tác Theo PGS-TS Alexander L. Vuving, Trung tâm Nghiên cứu An ninh khu vực châu Á-Thái Bình Dương APCSS-Mỹ, cho rằng chuyến thắm đã khẳng định giữa Mỹ và Việt Nam không còn mâu thuẫn lợi ích chiến lược, mà ngược lại, có sự tương đồng rộng lớn về lợi ích chiến lược ở Biển Đông và trong khu vực. Nó mở ra những khả năng rộng lớn để tái cân bằng quyền lực trong khu vực vốn đang có xu hướng bị lệch do những hành động ngạo ngược coi thường công pháp quốc tế tại Biển Đông. Việc tái cân bằng tại châu Á-Thái Bình Dương có thể không cần tới vũ lực
Thông tấn xã nhà nước Trung Quốc Tân Hoa xã nói trong một bài xã luận vào tối ngày 22/5: "Hoan nghênh Việt Nam cải tiến những quan hệ với các nước khác, bao gồm cả Hoa Kỳ. Tuy nhiên, việc nối lại tình hữu nghị không nên bị Hoa Kỳ lợi dụng làm một dụng cụ để đe dọa hay làm hư hỏng lợi ích chiến lược của một nước thứ ba."  Thời báo Hoàn cầu (Trung Quốc) bình luận về quan hệ Hoa Kỳ-Việt Nam: "Vấn đề Nam Hải đang kéo Mỹ và Việt Nam lại gần nhau, nhưng hệ tư tưởng lại không ngừng đẩy hai nước ra xa nhau. TPP giúp Mỹ "cải tạo Việt Nam", còn Việt Nam thì cảnh giác cao với "diễn biến hòa bình". Có thể nói đó là bộ mặt tổng thể đầy mâu thuẫn của mối quan hệ Việt-Mỹ." 

## Tranh cãi và sự cố

### Về việc dỡ bỏ cấm vận vũ khí
Reuters nêu ý kiến các nhà phê bình cho rằng việc loại bỏ các lệnh cấm vận vũ khí cho thấy Mỹ lo lắng về việc xây dựng của Bắc Kinh trên các hòn đảo nhân tạo ở Biển Đông và triển khai các hệ thống radar tiên tiến và một loạt tên lửa trong khu vực tranh chấp quan trọng hơn mối quan tâm về thành tích nhân quyền của Việt Nam. Theo đài RFI, việc Mỹ dỡ bỏ hoàn toàn cấm vận vũ khí với Việt Nam là điều dư luận Mỹ cho là điều cần phải làm. Điều này nhìn chung được xã hội Mỹ hoan ngênh Theo báo Bưu điện Washington, việc Mỹ dỡ bỏ lệnh cấm vận là một bước tiến lịch sử, cho thấy quan hệ Việt-Mỹ đã nồng ấm hơn rất nhiều và quan hệ hai nước đã thực sự được bình thường hóa toàn diện.

### Phóng viên BBC bị tước quyền đưa tin
Trong bài viết đăng trên trang web của hãng phát thanh, truyền hình của Anh Quốc hôm 23/5, phóng viên BBC Jonathan Head cho biết đã bị tước giấy tác nghiệp đưa tin chuyến thăm Việt Nam của Tổng thống Mỹ Barack Obama, "Không một lý do nào được đưa ra, nhưng trong một các cuộc trao đổi căng thẳng với các quan chức ở bộ ngoại giao, họ nói tôi đã gặp ông Nguyễn Quang A mà không được phép ngay sau khi tôi đến Việt Nam hôm thứ Sáu (20/5)". Theo lời kể của phóng viên này, "tất cả mọi phóng viên nước ngoài đều phải tuân theo quy định nghiêm ngặt của nhà chức trách Việt Nam, và mọi cuộc phỏng vấn hay quay phim đều phải xin phép trước". Trong khi đó, một nguồn tin từ Ban Việt Ngữ của BBC cho biết cơ quan này đã không được phép cử người về Việt Nam đưa tin về chuyến thăm của ông Obama. Ngày 23 tháng 5, Ủy ban Bảo vệ Nhà báo, có trụ sở chính tại New York, ra thông cáo lên án việc kiểm duyệt và kêu gọi Việt Nam ngưng sách nhiễu các nhà báo sau khi nhà chức trách Hà Nội buộc nhóm phóng viên BBC ngưng tường thuật chuyến thăm Việt Nam. Liên quan tới hoạt động đưa tin chuyến thăm Việt Nam của Tổng thống Obama, nhà chức trách Việt Nam dường như đã đồng ý để nhóm phóng viên BBC News tại Hà Nội tác nghiệp sau khi yêu cầu ngưng tác nghiệp trước đó, một phóng viên trong đoàn nói với văn phòng BBC tiếng Việt tại Bangkok vào sáng ngày 24/05.

### Các nhà hoạt động bị ngăn gặp Obama
Ngày 24 tháng 5, hãng tin Reuter cho biết ông Obama nói rằng một số thành viên của xã hội dân sự tại Việt Nam đã bị ngăn chặn gặp ông vào ngày thứ ba (24 tháng 5), cho thấy mặc dù có những bước tiến lớn, Washington vẫn còn quan ngại về nhân quyền hạn chế tại Việt Nam. Các nhân vật bị ngăn gặp Obama gồm Nguyễn Quang A, nhà hoạt động Đoan Trang, luật sư Hà Huy Sơn, blogger Thảo Teresa và Trần Hoàng Phúc, thành viên của Sáng kiến Lãnh đạo Trẻ Đông Nam Á.
Chính phủ Mỹ cho biết đã lên tiếng phản đối Việt Nam ngăn cản các nhà hoạt động gặp ông Obama ở Hà Nội. Phó Cố vấn an ninh quốc gia của Nhà Trắng, ông Ben Rhodes, hôm nay nói rằng chính quyền của ông Obama và đích thân Ngoại trưởng Mỹ John Kerry đã nêu vấn đề này với phía Việt Nam. Ông Rhodes cho biết thêm rằng ông sẽ tiếp tục theo dõi để bảo đảm rằng các nhà hoạt động được tự do và không bị trừng phạt. Thượng nghị sĩ Cộng hòa John Cornyn từ tiểu bang Texas hôm 23/5 cho biết ông đề xuất một dự luật quốc phòng, theo đó sẽ xử phạt những người Việt Nam bị coi là "đồng lõa" trong việc đàn áp nhân quyền, vài giờ sau khi Tổng thống Barack Obama nói ông sẽ dỡ bỏ lệnh cấm vận vũ khí đối với Việt Nam. Ông Cornyn nói: "Điều quan trọng cần nhớ là, ngay cả khi Tổng thống Obama đến Việt Nam, Việt Nam vẫn là một chế độ cộng sản tàn bạo, tiếp tục coi thường các nhân quyền cơ bản. Hai quốc gia sẽ không bao giờ đạt được mối quan hệ gần gũi mà tôi biết rằng nhiều người ở Việt Nam và Hoa Kỳ mong muốn cho đến khi Việt Nam thả hết tù nhân chính trị, thể hiện sự tôn trọng cơ bản cho các quyền con người mà chúng ta coi là chuyện đương nhiên ở Mỹ"., John Sifton của Human Rights Watch cho hay: "Việt Nam đã tự cho thấy họ không xứng đáng được hưởng mối quan hệ gần gũi hơn mà Hoa Kỳ đang đề nghị. Việc câu lưu hay ngăn chặn không cho xã hội dân sự được gặp tổng thống Obama không chỉ là sỉ nhục tổng thống mà còn là vi phạm nhân quyền, tước đoạt quyền tự do ngôn luận và tự do đi lại."  Theo các nhà hoạt động nhân quyền, những người từng chỉ trích Obama vào ngày 23 tháng 5 vì dỡ bỏ lệnh cấm bán vũ khí cho Việt Nam mà không đạt được sự nhượng bộ nào về nhân quyền, thì những hành động của chính quyền Việt Nam đã chứng minh quan điểm của họ.

### Báo chí Việt Nam cắt xén, bịa đặt bản dịch tiếng Việt
Trong khi bản dịch tiếng Việt chính thức bài diễn văn của ông Obama đã được công bố trên website Đại sứ quán Hoa Kỳ tại Hà Nội, thì một số báo chí của Việt Nam lại có bản dịch khác, với sự cắt xén một số nội dung, thậm chí bịa lời của ông Obama.
Báo Lao động đã dịch cắt xén, lược bỏ các chi tiết sau: "nhân phẩm", "tạo hóa" (trong câu dẫn "Tạo hóa cho họ những quyền không ai có thể xâm phạm được."), "Các bạn còn nói lên tiếng nói của mình về những vấn đề mà các bạn quan tâm, như bảo vệ cây cổ thụ ở Hà Nội.", "Chúng tôi đã rút ra một bài học từ lời răn dạy của Thiền sư Thích Nhật Hạnh, rằng 'Bằng đối thoại chân thành, cả hai bên đều sẵn sàng thay đổi'", "không ai muốn phải hối lộ để được khởi nghiệp. Không ai muốn bán hàng hay đi học nếu họ không biết mình sẽ được đối xử ra sao", "người dân có quyền tự do suy nghĩ, trao đổi ý tưởng và đổi mới sáng tạo", "tự do học thuật hoàn toàn", "quyền lập công đoàn độc lập", "người dân có quyền tự do ngôn luận và tự do báo chí, và có quyền tiếp cận thông tin, quyền tụ họp và quyền lập hội, và quyền biểu tình". Đặc biệt, báo này bỏ hẳn đoạn về quyền tự do biểu đạt và tự do ngôn luận, tự do báo chí, tự do tranh cử, tự do tôn giáo, tự do hội họp.
Báo điện tử Đài tiếng nói Việt Nam thì bịa đặt ra rằng ông Obama nói: "...Công dân có quyền tự do ngôn luận, tự do báo chí, tiếp cận thông tin, hội họp, lập hội, biểu tình. Việc thực hiện các quyền này do pháp luật quy định". Mặc dù trong thực tế, ông ấy không hề nói câu: "Việc thực hiện các quyền này do pháp luật quy định".

## Hình ảnh

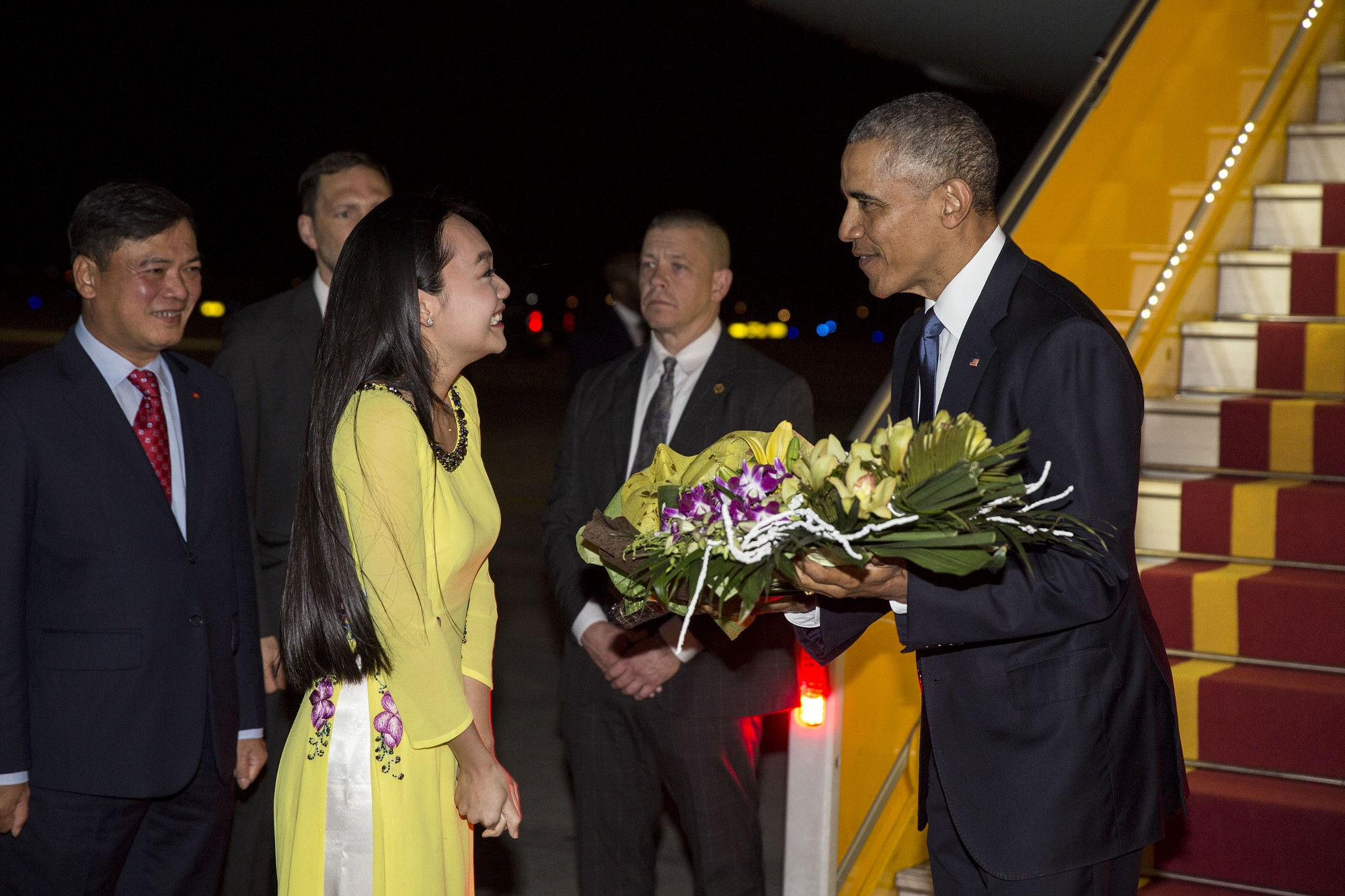
Tổng thống Barack Obama nhận hoa sau khi máy bay hạ cánh tại sân bay Nội Bài
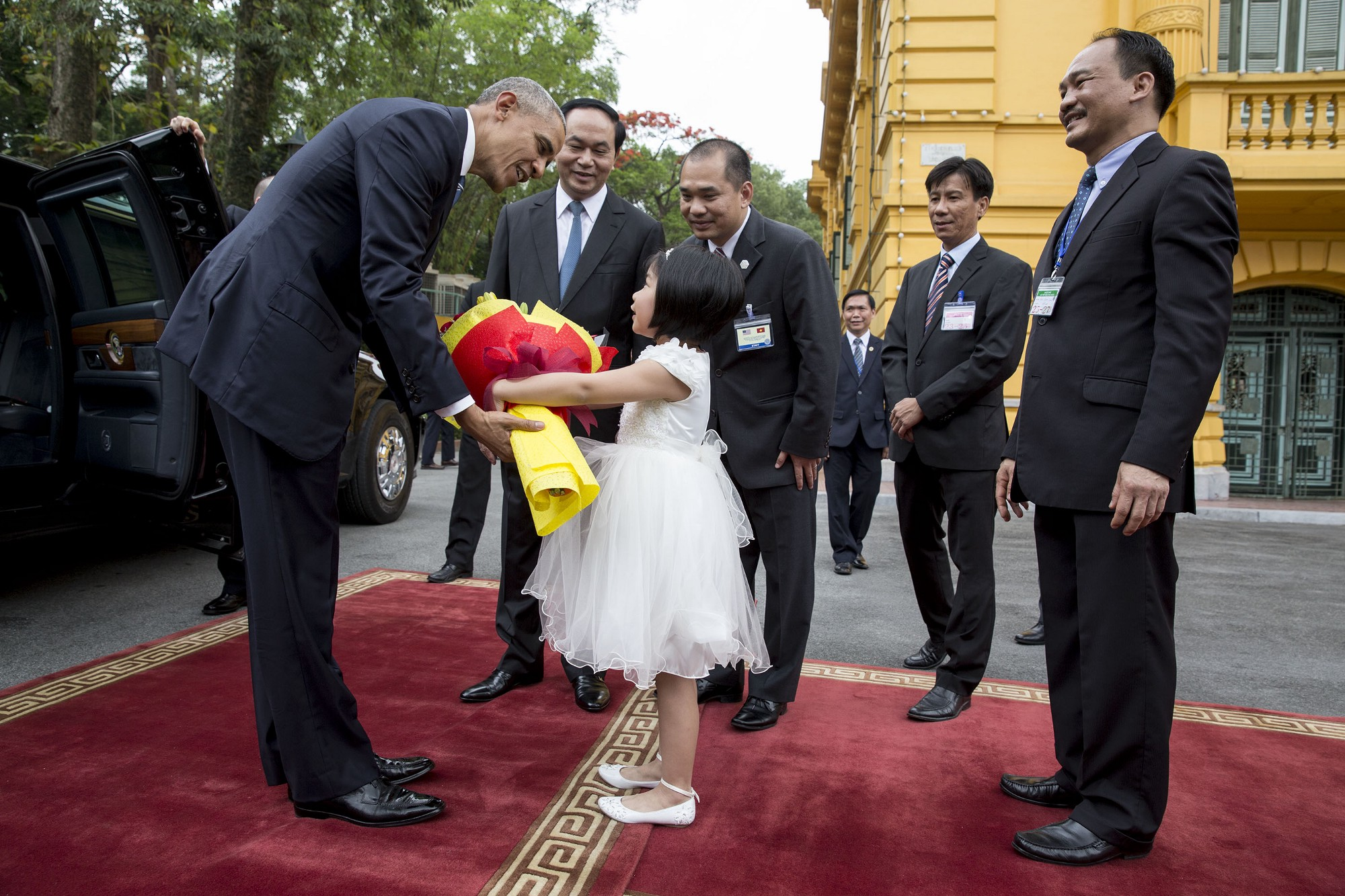
Tổng thống Barack Obama được một bé gái trao hoa tại Phủ Chủ tịch, Hà Nội
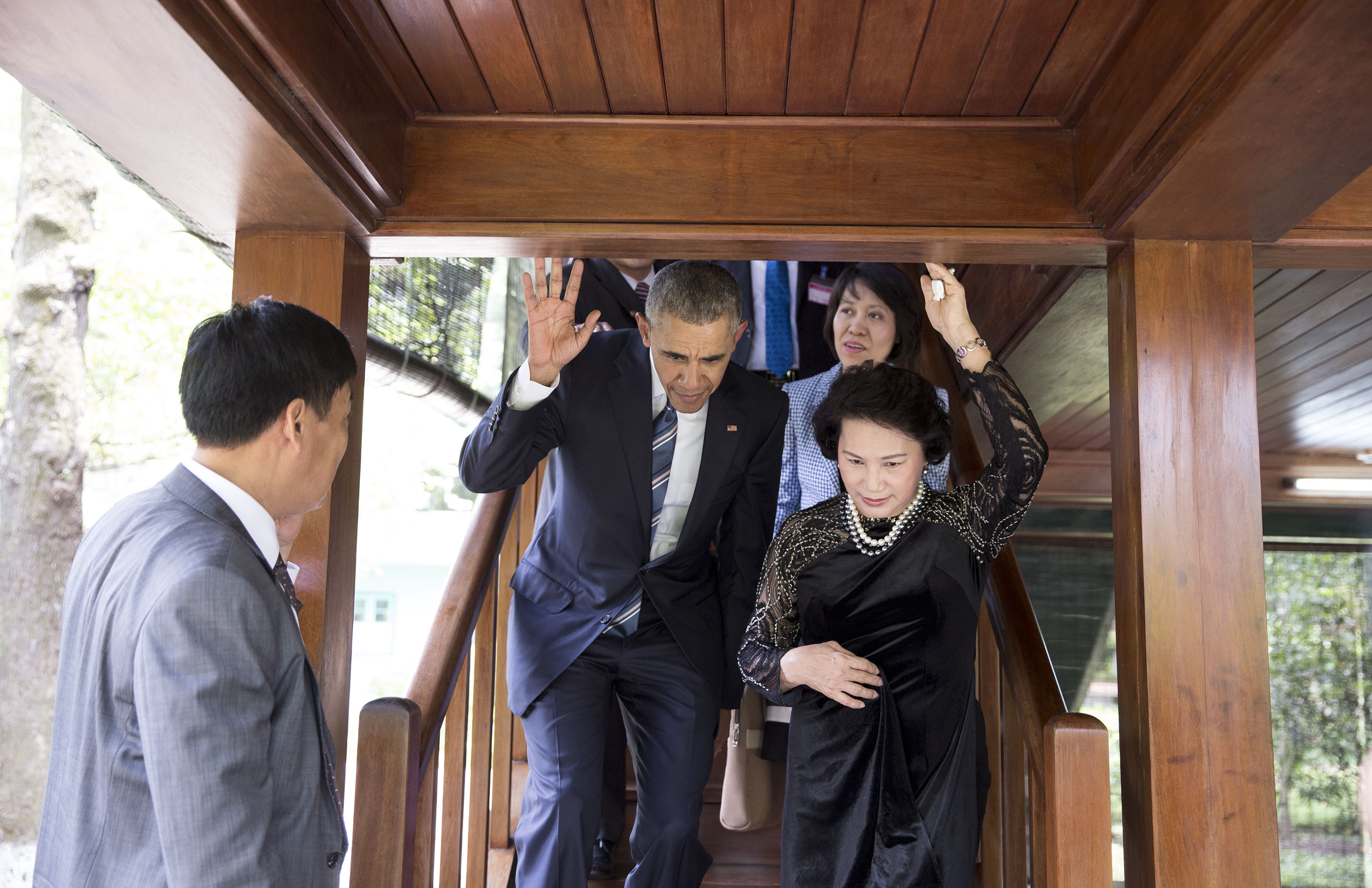
Tổng thống Barack Obama tham quan nhà sàn Chủ tịch Hồ Chí Minh cùng Chú tịch Quốc hội Việt Nam Nguyễn Thị Kim Ngân